# Myrtelle Canavan
Myrtelle May Moore Canavan (24 de junio de 1879-4 de agosto de 1953) fue una médica e investigadora médica estadounidense. Fue una de las primeras mujeres patólogas, reconocida por publicar una descripción de la enfermedad de Canavan en 1931.

## Vida y carrera
Nacida en Greenbush Township, St. Johns, Míchigan, estudió en la (Míchigan) Universidad Agrícola Estatal (hoy Universidad Estatal de Míchigan), Escuela Médica, y en el Women's Medical College de Pensilvania, donde recibió su M.D. en 1905.
En 1905, se casó con el Dr. James F. Canavan.
En 1907, nombrada bacterióloga asistente en el Danvers Hospital Estatal de Massachusetts, donde conoció a Elmer Ernest Southard, Bullard profesor de neuropatología en la Harvard Escuela Médica, quién animó su interés en neuropatología. En 1910, sería patóloga residente en el Boston Hospital Estatal y en 1914 nombrada patóloga en el Departamento de Enfermedades Mentales de Massachusetts. Fue también instructora de neuropatología en la Universidad de Vermont.
Después del deceso de Southard en 1920, Canavan fue directora suplente de los Laboratorios del Boston Psychopathic Hospital, el cual más tarde devendría el Massachusetts Centro de Salud Mental. De 1920 hasta su jubilación en 1945, fue profesora asociada de neuropatología en la Universidad de Boston y curadora del Warren Museo Anatómico en la Escuela Médica Harvard, donde añadió más de 1.500 especímenes y también mejoró el mantenimiento de registros y descartó los especímenes dañados. Aun así, su título oficial era "curadora asistente" debido a objeciones a que una mujer encabezara al museo, y nunca fue nombrada en la Facultad de Harvard.
Myrtelle falleció de párkinson en 1953.

## Investigaciones
Sus investigaciones se centraron en los efectos de daño del sistema nervioso en la mente y cuerpo. También se sintió muy interesada en bacteriología; el primero de sus 79 artículos que publicó era sobre disentería bacilar; y, el primer artículo en coautoría con Southard sobre invasiones bacterianas de sangre y fluido cerebroespinal. Estudió la patología de las enfermedades que afectan el nervio óptico, bazo, cerebro, y cordón espinal, y examinó casos de muerte repentina, esclerosis múltiple, y hemorragias microscópicas. Por acuerdo previo, realizó la necropsia, en Bunker, de Frank Gilbreth, identificando la arteriosclerosis que había causado su muerte. Y en 1925,  publicó "Elmer Ernest Southard y Sus Padres: Un Estudio de Cerebro", un informe del examen de los cerebros de su mentor y sus padres. Ella también entrenó a la neuropatóloga Louise Eisenhardt, quién fue una experta renombrada en diagnosticar tumores de cerebro. En 1959 se le acreditó la formación de 70% de los neurocirujanos que luego certificaban. Tuvo un interés particular en la neuropatología de las enfermedades mentales. Con Southard y otros,  contribuyeron a una serie de monografías "Waverley Researches in the Pathology of the Feeble-Minded" (Investigaciones Waverley en la Patología del Débil Mental.
Su más importante artículo lo coescribió en 1931, hablando del caso de un niño que había muerto a los dieciséis meses y cuyo cerebro tenía una sección blanca esponjosa. Así, fue la primera en identificar ese desorden degenerativo del sistema nervioso central, el cual más tarde fue nombrado con su epónimo «enfermedad Canavan».